# Kláštor pod Znievom
Kláštor pod Znievom – wieś (obec) w północnej Słowacji, w powiecie Martin, w kraju żylińskim. Pierwsza pisemna wzmianka o miejscowości pochodzi z roku 1113. W pobliżu osady powstał zamek Zniev.